# 溝口直正
溝口 直正（みぞぐち なおまさ）は、江戸時代後期（幕末）の大名、明治から大正期の華族。位階・爵位は従二位・伯爵。
越後国新発田藩12代（最後）藩主、同藩初代（最後）藩知事を務めた。廃藩置県後も死去まで華族溝口家の戸主であり続けた。

## 生涯
11代藩主・溝口直溥の四男として新発田にて誕生した。幼名は誠之進。
慶応3年（1867年）8月28日、直溥の隠居に伴い家督を継ぐ。同年10月、諸大名に上京が命じられるが、幼少のため名代として家老・窪田平兵衛が京都に赴く。同4年2月、藩兵を上京させ御所警衛を行う。のちにこの藩兵は東征軍参加を命じられた。同月、直正は江戸を発ち、翌月に新発田に入る。同年5月、周辺諸藩の圧力もあり、やむなく新発田藩は奥羽越列藩同盟に参加する。しかし領民の蜂起などもあって新発田藩兵の行動は不徹底であり、これを憤った同盟側は新発田城に兵を向け、藩主・直正を下関（現新潟県関川村）の米沢藩本営に呼び出して人質に取ろうとしたが、これまた領民の蜂起にあって直正の下関訪問は阻止された。この間、同盟側の要求を受けて藩兵を同盟軍につけることとなり、新発田城攻撃は回避された。7月、新政府軍が軍艦で領内に上陸すると、直正は家老らと共に新政府軍の軍艦に同乗して柏崎の本営に至り、総督宮に拝謁して三条まで供奉した。これ以後、新発田藩兵は一転して新政府側として行動することとなる。戦争終結後、新発田城には総督府本営が置かれ、藩兵も各地の警衛にあたった。
明治元年（1868年）11月、直正は東京に至り明治天皇に拝謁、12月に従五位下・伯耆守に叙任された。同月、上知された米沢藩などの旧領の預かり支配を命じられる。明治2年（1869年）6月、版籍奉還が容れられ知藩事となる。明治3年（1870年）4月には領内巡視を行う。7月には9万石に及ぶ大規模な村替えを命じられる。この間、積極的な藩政改革が進められるが、明治4年（1871年）7月、廃藩置県により直正は知藩事の職を免ぜられ、東京の巣鴨に移り住む。
東京移住後は、明治11年（1878年）に長男・直亮が誕生する。明治12年（1879年）に宮中祗候に就任し、明治16年（1883年）に式部寮御用掛に就任する。明治17年（1884年）に華族令により伯爵となる。明治19年（1886年）に式部職に就任したが、同年6月に退職した。明治22年（1889年）に長女の溝口久美子が、新発田出身で大倉財閥総帥の大倉喜八郎の長男喜七郎（後の2代目総帥）と結婚する（政略結婚）。しかし、この頃より家運が傾き始め、明治24年（1891年）には、旧新発田藩士の中村谷五郎より貸付金および立替金7万円余を請求訴訟として訴えられた。明治31年（1898年）になると、赤坂氷川町に転居し、この前後には家宝として伝来していた茶道具類などを、財界人で茶人でもあった原三渓や高橋箒庵に売却した。そして、明治37年（1904年）には、両国の中村楼で池田慶次郎や梅澤安蔵といった古道具商のもとで売立を行ない、再び家宝を売却した。
大正8年（1919年）7月17日に隠居し、同年10月17日薨去。享年65。墓所は代々の菩提寺である東京の駒込吉祥寺。

## 栄典・授章・授賞
位階
- 1884年（明治17年）1月26日 - 従四位[6]
- 1908年（明治41年）7月10日 - 従二位[7]

勲章等
- 1884年（明治17年）7月7日 - 伯爵[8]

## 系譜
- 父：溝口直溥
- 母：西村氏
- 正室：分部久爾子 - 分部光貞の娘
  - 長男：溝口直亮 - 家督を継いで伯爵。陸軍少将、陸軍政務次官、貴族院議員などを勤める。
  - 次男：大倉直介 - 建築技師、実業家。新発田出身の実業家大倉喜八郎の妹の養子となり、大倉分家を継承する。
- 継室：あり
- 生母不明の子女
  - 五男：前田利男 - 旧越中富山藩主前田利同の婿養子となり、前田伯爵家を継承する。
  - 六男：溝口辰男 - 分家・池之端溝口家を継承する。
  - 七男：溝口正理（1893年生） - 一時増山正治の養子となるが離縁。
  - 八男：溝口三郎（1896年8月10日 - 1973年1月1日） - 美術史家、漆工研究家。叔父・溝口武五郎の養子となる。
  - 九男：片山正夫（1912年生） - 片山チヨの養子となった。
  - 十男：片山義夫（1916年生） - 片山巻蔵の養子となった。
  - 長女：大倉久美子 - 実業家大倉喜七郎（大倉喜八郎の子）の妻となる。
  - 次女 :小林末子 - 小林太郎の妻となる。

## 演じた人
- 柴崎楓雅 ‐ 十一人の賊軍